# Jules Van Hevel
Jules Van Hevel (även ihopskrivet "Vanhevel"), född den 10 mars 1895 i Koekelare, död den 21 juli 1969 i Oostende, var en belgisk tävlingscyklist. Hans främsta meriter var segrarna i Flandern runt 1920 och Paris–Roubaix 1924.

## Meriter

### Landsväg
| 1919 Vinnare av Kampioenschap van Vlaanderen 3:a i Flandern runt 3:a totalt i Belgien runt 1920 Vinnare av Flandern runt Vinnare av Kampioenschap van Vlaanderen Belgisk mästare i linjelopp Vinnare av etapp 1 i Belgien runt 4:a i Milano–Torino 5:a i Paris–Roubaix 1921 Belgisk mästare i linjelopp 2:a i Flandern runt 3:a totalt i Belgien runt Vinnare av etapp 2 1922 Vinnare av Ronde van West-Vlaanderen 1923 Vinnare av Critérium des As 2:a i Schaal Sels 4:a i Flandern runt 5:a i linjelopp vid Belgiska mästerskapen | 1924 Vinnare av Paris–Roubaix Vinnare av Critérium des As Vinnare av Circuit de Paris 5:a i Flandern runt 1925 3:a i Paris–Roubaix 4:a i Giro della Provincia Milano 1926 Vinnare av Circuit du Littoral 1927 Vinnare av Berlin–Cottbus–Berlin Vinnare av Hannover–Bremen–Hannover 1928 Vinnare totalt av Belgien runt Vinnare av etapp 2 Vinnare av Omloop der Vlaamse Gewesten 2:a i Groβer Sachsenpreis 6:a i Paris–Roubaix 1931 8:a i linjeloppet vid Världsmästerskapen 1932 6:a i Kampioenschap van Vlaanderen |

### Bana
Sexdagarsloppen kördes under vintersäsongen (och vissa lopp kördes i upp tll tre upplagor per vinter, utöver att de ibland flyttade fram och tillbaka över nyårsgränsen, varför det är bäst att behandla dem säsongsvis)
| 1920/1921 3:a i New Yorks sexdagars (december) med Henri Van Lerberghe 1922/1923 Vinnare av Bryssels sexdagars med César Debaets 1924/1925 2:a i Gents sexdagars med Lucien Buysse 1925/1926 Vinnare av Gents sexdagars med César Debaets | 1926/1927 3:a i Berlins sexdagars (november) med Emile Aerts 1927/1928 3:a i Leipzigs sexdagars med Oskar Tietz 1928/1929 3:a i Dortmunds sexdagars med René Vermandel 1930/1931 2:a i Bryssels sexdagars med Piet van Kempen |